# Ström, Bjurholms kommun
Ström är en by i Bjurholms kommun. Den ligger cirka 15 km norr om Bjurholm, på östra sidan av Öreälven, och har ungefär 30 invånare.
Öreälvsleden passerar byn längs älven, och man kan rasta eller övernatta i Strömskojan. Byn har en verksam bonde och en fotofirma, Ströms foto, samt två åkerier och en biodling.
I närheten av byn finns en gammal nedlagd guldgruva.